# Yaphet Kotto

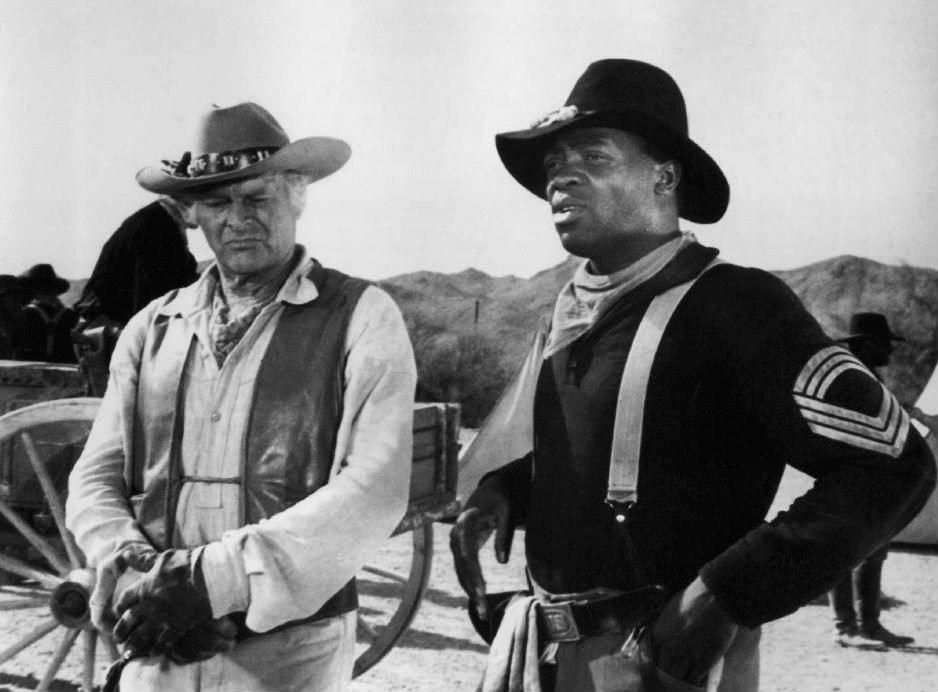
Leif Erickson en Yaphet Kotto (rechts), in The High Chaparral in 1968

Yaphet Frederick Kotto (New York, 15 november 1939 – Filipijnen, 15 maart 2021) was een Amerikaans acteur.
Kotto was een zoon van Gladys Marie, een verpleegster en van Avraham Kotto (echte naam Njoki Manga Bell), een zakenman afkomstig uit Kameroen. Kotto Sr. emigreerde in de jaren 1920 naar de Verenigde Staten, was aanhanger van de joodse godsdienst en sprak Hebreeuws; Kotto's moeder ging daartoe over voor haar huwelijk.
Op zestienjarige leeftijd begon Kotto met acteren bij de Actor's Mobile Theater Studio en toen hij negentien was, trad hij op in Othello. Zijn filmcarrière begon in 1963 met een rol in 4 For Texas. Met zijn rol van Kananga in Live and Let Die was hij de jongste Bond boef ooit.
In 1977 werd hij genomineerd voor een Emmy Award voor zijn rol als de Oegandese president Idi Amin.
Kotto trouwde drie keer en had zes kinderen. Hij overleed in maart 2021 op 81-jarige leeftijd.

## Filmografie
- 4 for Texas (1963)
- 5 Card Stud (1968) – Little George (Mama's bartender)
- The Thomas Crown Affair (1968) – Carl
- The Liberation of L.B. Jones (1970) – Sonny Boy Mosby
- Across 110th Street (1972) – Lt. Pope
- Live and Let Die (1973) – Kananga/Mr. Big
- Truck Turner (1974) – Harvard Blue
- Report to the Commissioner (1975) – Richard 'Crunch' Blackstone
- Roots (miniserie, 1977) – rol onbekend (? afl.)
- Raid on Entebbe (televisiefilm, 1977) – President Idi Amin Dada
- Blue Collar (1978) – Smokey James
- Alien (1979) – Parker
- Brubaker (1980) – Richard 'Dickie' Coombes
- The Star Chamber (1983) – Det. Harry Lowes
- The Park Is Mine (televisiefilm, 1985) – Eubanks
- Eye of the Tiger (1986) – J.B. Deveraux
- The Running Man (1987) – William Laughlin
- Midnight Run (1988) – FBI-agent Alonzo Mosely
- Freddy's Dead: The Final Nightmare (1991) – Doc
- Homicide: Life on the Street (televisieserie, 1993–1999) – Lieutenant Al Giardello
- The Puppet Masters (1994) – Ressler
- Two If by Sea (1996) – FBI-agent O'Malley
- Witless Protection (2008) – Ricardo Bodi